# Ostrykół
Ostrykół (deutsch Ostrokollen, 1938 bis 1945 Scharfenrade) ist ein Dorf in der polnischen Woiwodschaft Ermland-Masuren, das zur Landgemeinde Prostki (Prostken) im Powiat Ełcki (Kreis Lyck) gehört.

## Geographische Lage
Ostrykół liegt am Flüsschen Lyck (polnisch Ełk) im südlichen Osten der Woiwodschaft Ermland-Masuren. Bis zur Kreisstadt Ełk (Lyck) sind es 13 Kilometer in nordwestlicher Richtung.

## Geschichte
Das Kirchdorf Ostrokollen wurde im Jahre 1538 gegründet. Am 27. Mai 1874 wurde das Dorf Sitz und namensgebend für den Amtsbezirk, der bis 1945 bestand und zum Kreis Lyck im Regierungsbezirk Gumbinnen (ab 1905: Regierungsbezirk Allenstein) in der preußischen Provinz Ostpreußen gehörte.
Am 1. Dezember 1910 waren in Ostrokollen 307 Einwohner registriert. Die Zahl verringerte sich bis 1933 auf 264.
Aufgrund der Bestimmungen des Versailler Vertrags stimmte die Bevölkerung im Abstimmungsgebiet Allenstein, zu dem Ostrokollen gehörte, am 11. Juli 1920 über die weitere staatliche Zugehörigkeit zu Ostpreußen (und damit zu Deutschland) oder den Anschluss an Polen ab. In Ostrokollen stimmten 260 Einwohner für den Verbleib bei Ostpreußen, auf Polen entfiel keine Stimme.
Aus politisch-ideologischen Gründen wurde Ostrokollen am 3. Juni 1938 in „Scharfenrade“ umbenannt. Die Einwohnerzahl belief sich im Jahre 1939 auf 222.
In Kriegsfolge kam das Dorf 1945 mit dem gesamten südlichen Ostpreußen zu Polen und erhielt die polnische Namensform „Ostrykół“.Heute ist das Dorf Sitz eines Schulzenamtes (polnisch Sołectwo) und somit eine Ortschaft im Verbund der Gmina Prostki (Prostken) im Powiat Ełcki (Kreis Lyck), bis 1998 der Woiwodschaft Suwałki, seither der Woiwodschaft Ermland-Masuren zugehörig.

### Amtsbezirk Ostrokollen/Scharfenrade (1874–1945)
Der Amtsbezirk Ostrokollen bestand ab dem 27. Mai 1874 und wurde am 15. November 1938 in „Amtsbezirk Schafenrade“ umbenannt. Ihm gehörten anfänglich neun, am Ende noch sieben Orte an:
| Name                          | Änderungsname 1938 bis 1945 | Polnischer Name     | Bemerkungen                                                              |
| ----------------------------- | --------------------------- | ------------------- | ------------------------------------------------------------------------ |
| Bobern                        |                             | Bobry               |                                                                          |
| Hellmahnen                    |                             | Helmany             |                                                                          |
| Krupinnen                     | Kleinwittingen              | Krupin              | nach 1908 in die Landgemeinde Popowen eingegliedert                      |
| Lipinsken (Ksp. Ostrokollen)  | (ab 1935:) Lindenfließ      | Lipińskie Małe      |                                                                          |
| Niedzwetzken                  | (ab 1936:) Wiesengrund      | Niedźwiedzkie       |                                                                          |
| Ostrokollen                   | Scharfenrade                | Ostrykół            |                                                                          |
| Prostken                      |                             | Prostki             | Am 1. Oktober 1939 in den neugebildeten Amtsbezirk Prostken umgegliedert |
| Schikorren (Ksp. Ostrokollen) | Kiefernheide                | Sikory Ostrokolskie |                                                                          |
| Sdunken                       | Ulrichsfelde (Ostpr.)       | Zdunki              |                                                                          |

Am 1. Januar 1945 waren noch die Gemeinden Bobern, Hellmahnen, Kiefernheide, Lindenfließ, Scharfenrade, Ulrichsfelde und Wiesengrund in den Amtsbezirk Scharfenrade integriert.

### Ostrokollnische Grenzsäule von 1545

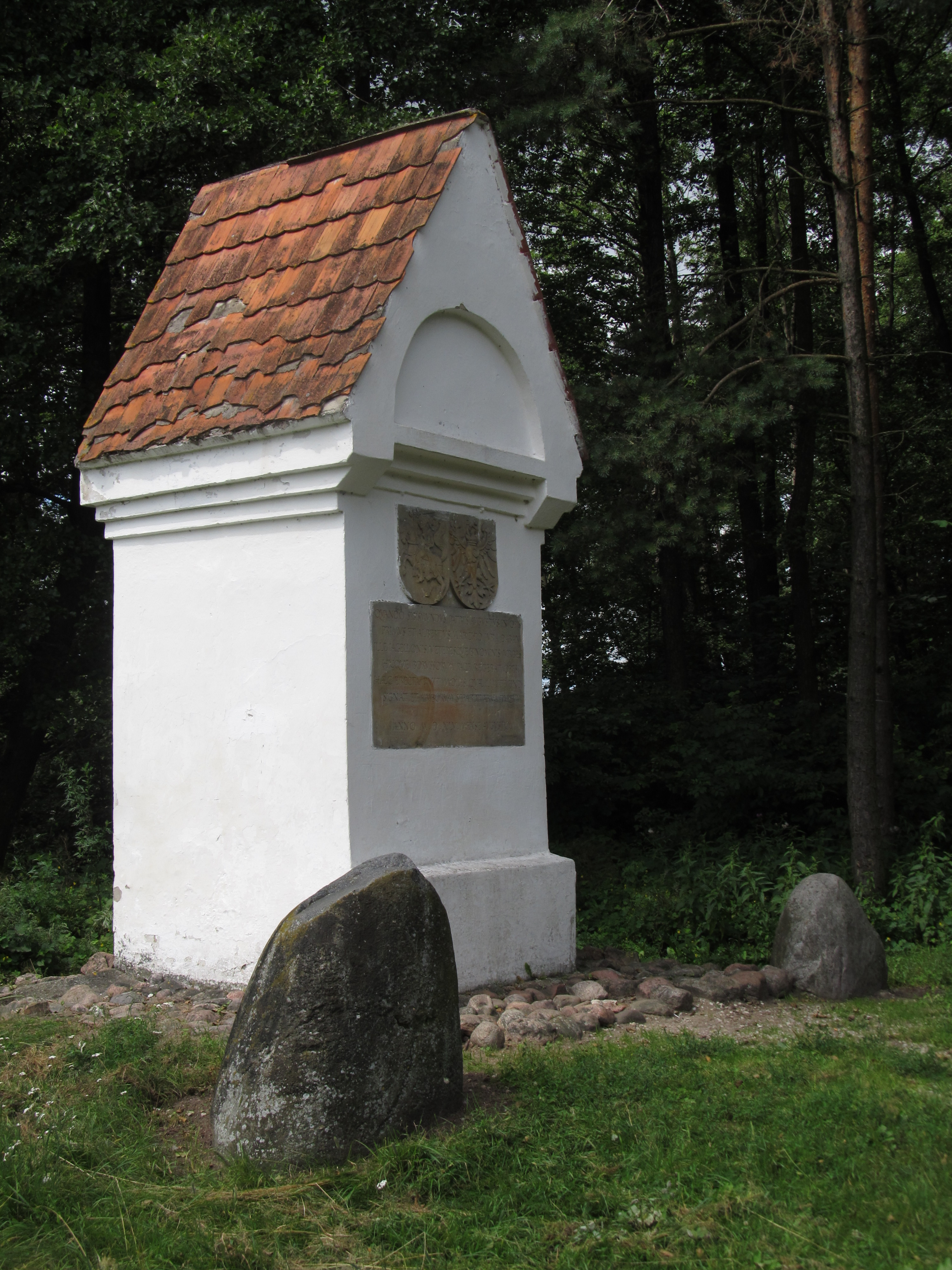
Grenzposten in Bogusch

Am Rande des Amtsbezirks Ostrokollen/Scharfenrade im Gebiet des heutigen Dorfes Bogusze steht die sog. Ostrokollnische Grenzsäule. Herzog Albrecht ließ sie 1545 errichten, um den Grenzverlauf zu dokumentieren, der im Friede vom Melnosee 1422 fixiert, im Frieden mit König Sigismund I. 1525 anerkannt, aber erst nach langwierigen Verhandlungen genau festgelegt worden war. 
Die Inschrift in deutscher Übersetzung lautet: Einst, als Sigismund August in dem väterlichen Grenzlande und Markgraf Albrecht I. die Rechte ausübten und jener die alten Städte des Jagiello, dieser die Macht der Preußen in Frieden regierte, da ward diese Säule errichtet, welche die Grenzen genau bezeichnet und den Länderbesitz der beiden Herzöge trennt. August 1545.
Die Tafeln in der Säule sind Nachbildungen. Die Originale wurden dem  Königsberger Schloss zur Aufbewahrung übergeben.

## Religionen

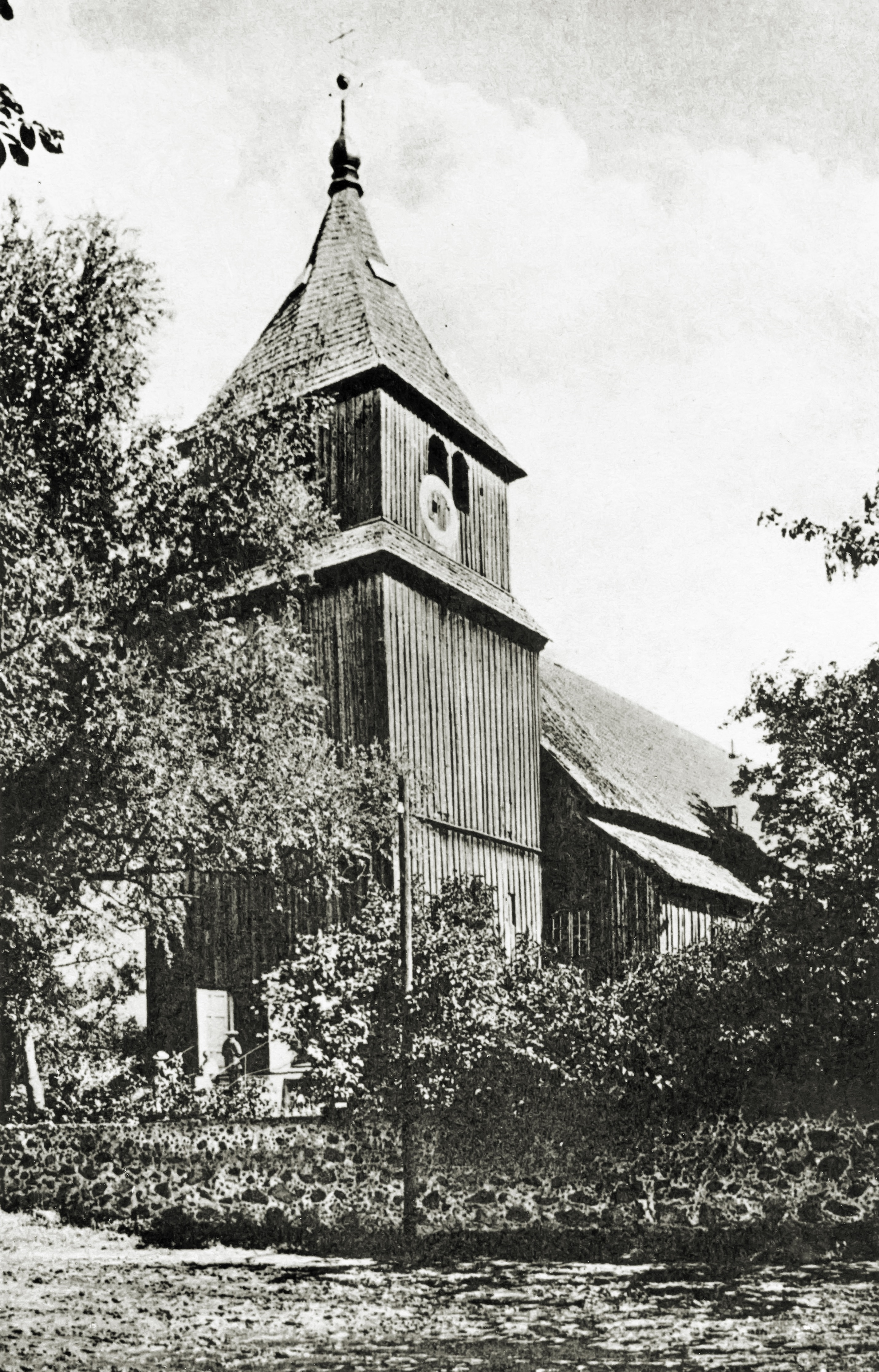
Historische Aufnahme der Kirche Ostrokollen

### Kirchengebäude
Nachdem der vorige Bau von 1538 im Jahre 1656 ein Raub der Flammen wurde, errichtete man im Jahre 1667 in Ostrokollen erneut eine Holzkirche, die bis heute erhalten ist und eine der beiden letzten alten Holzkirchen Masurens darstellt. Gebaut auf einem Feldsteinsockel ist sie innen und außen mit Brettern verschalt und  basilikaähnlich, dreischiffig mit Chor gebaut. Die wertvolle Ausstattung stammt aus der Zeit um 1700.
Bis 1945 war die Kirche evangelisches Gotteshaus, heute ist sie eine Filialkirche der römisch-katholischen Pfarrei in Prostki und trägt den Namen „Kreuzerhöhungskirche“.

### Kirchengemeinde

#### Evangelisch
Zwischen 1538 und 1945 bestand das evangelische Kirchspiel Ostrokollen, dessen Kirch- und Pfarrort im Jahre 1910 nach Prostken (polnisch Prostki) verlegt wurde. Im Jahre 1925 zählte es nahezu 6.000 Gemeindeglieder und war in den Kirchenkreis Lyck in der Kirchenprovinz Ostpreußen der Kirche der Altpreußischen Union eingegliedert. 
Flucht und Vertreibung der einheimischen Bevölkerung ließen nach 1945 das Leben der evangelischen Gemeinde zusammenbrechen. Heute leben nur noch wenige evangelische Kirchenglieder hier. Sie halten sich zur Kirchengemeinde in der Kreisstadt Ełk (Lyck), einer Filialgemeinde der Pfarrei in Pisz (Johannisburg) in der Diözese Masuren der Evangelisch-Augsburgischen Kirche in Polen.

#### Römisch-katholisch
Vor 1945 lebten nur sehr wenige Katholiken im Bereich des Kirchspiels Ostrokollen. Ihre Pfarrkirche war die St.-Adalbert-Kirche in Lyck im Bistum Ermland. Nach 1945 nahm die Zahl der Katholiken drastisch zu, so dass die bisher evangelische Kirche sehr bald katholisches Gotteshaus wurde. Es wird – neben einer Kapelle in Sokółki (Sokolken, 1938 bis 1945 Stahnken) – von der Pfarrei in Prostki aus betreut. Sie gehört zum Bistum Ełk der Römisch-katholischen Kirche in Polen.

## Verkehr
Ostrykół liegt östlich der polnischen Landesstraße 65 (Abschnitt der einstigen deutschen Reichsstraße 132) und ist über eine Nebenstraße von Prostki aus zu erreichen. Prostki ist auch die nächste Bahnstation und liegt an der Bahnstrecke Korsze–Ełk–Białystok, die vor 1945 von Königsberg (Preußen) bis in das heute in Belarus liegende Brest verlief.